# Carlton Palmer
Carlton Lloyd Palmer (født 5. december 1965 i Rowley Regis, England) er en tidligere engelsk fodboldspiller og senere træner, der spillede som midtbanespiller. Han var på klubplan primært tilknyttet West Bromwich Albion, Sheffield Wednesday og Leeds United. Han blev desuden noteret for 18 kampe og én scoring for Englands landshold, som han repræsenterede ved EM i 1992 i Sverige.
Palmer var i sin tid hos henholdsvis Stockport og Mansfield desuden spillende manager.